# 同棲女子寮
《同棲女子寮》是海藍以四格漫畫形式創作的日本漫畫作品。在芳文社《Manga Time Kirara》自2002年創刊號（7月號）連載到2005年5月號為止。
在《Manga Time Kirara》連載時期，從2002年10月號到2005年5月號，連續20號都負責封面和卷頭彩頁，是相當受歡迎的作品。2004年6月發行廣播劇CD，同年7月出版Fan Book。
2006年，改在MediaWorks的《月刊Comic電擊大王》上連載，從6月號開始連載。
此外，為了進行單行本作業，自2008年1月號發表暫時休刊的消息。

## 作品簡介
主角七瀨八重是個母女家庭的高中2年級學生。某天，母親朋友們的女兒青野真紀子和由崎多汰美兩人搬到七瀨家寄住。兩人都和八重同年，隔天起和八重就讀同一所高中。

## 登場人物
七瀨八重
本作主角。17歲，就讀縣立道星高中二年級。血型為O型。
個性很好，在言行不小心傷害到別人時，儘管別人不在意，還是會誠懇謝罪的類型。有犧牲奉獻精神，常常捐血，也參與各種義工活動，在替他人行動時，背後會發出耀眼的光芒。和別人說話時，除了母親幸江以外都用敬語。
但偶爾會表現出嗜虐性格，有讓人意想不到的一面。
對自己外表年幼、身高比一般人低很多這點十分在意（在澡堂被當成小學生時相當憤慨。生日比真紀子和多汰美早半年多，但兩人都把她當作妹妹看待，母親新作的門牌上也把她當作三女）。漫畫裡有出現她要拿放在櫃子上的螢光燈的場面，八重的肩膀只到櫃子上段和下段分開的部分，可以看出她的身高十分矮小。
頭髮留得很長，髮量也很多，綁成兩條大辮子。頭髮能夠將各種東西吸進去，被稱為「四次元空間」。本人曾經提到，以前蜜蜂飛進頭髮後就再也沒飛出來而感到擔心。
不擅長讀書和運動（考試曾經得過11分、6分這種成績），但只要牽扯到錢，便能夠立刻計算。
非常會作料理。平常做飯的時候都會顧慮到健康問題而使用低卡路里的材料，但累積很久後會出現反作用，每兩年會有一天從早到晚大量製作無視卡路里限制的料理。
快速說話時會吃螺絲，尤其是在精神受到壓迫的情況。
超乎常人的幸運，真紀子常開玩笑的說這是犧牲成長換來的特殊能力。以前曾經抽中高級外國車，並把它當成自己的房間。
肉體年齡遠超過實際年齡和外表年齡，常有像是老人的言行。有時候會有類似五十肩的描寫。
喜歡同音笑話，但是一點都不好笑，被真紀子和多汰美批評說像是小孩子的程度，還用手機的照相機偷拍她說同音笑話時的模樣。
在大吃一驚而張開嘴巴時，嘴巴裡會畫一個U字（偶爾多汰美和景子也會有）。
意外的擅長玩電動，玩射擊遊戲時，能在被彈幕包圍的情況下躲過所有敵人的子彈。
愛用的手機是NTT Docomo SH901iC→au W51SA。
青野真紀子
七瀨家的同居人。17歲，就讀縣立道星高中2年級。大阪出身，血型為A型。
帶著眼鏡，充滿知性的角色。個性是登場人物中最有常識的人，在故事裡主要負責吐槽。對色情的詞彙以及和金錢相關的事情十分敏感。
父親為畫家，自己也擅長繪畫。煮飯技巧差到會把食物煮成黑炭。搬家時帶來了章魚燒烤盤，實際上有沒有用到則不得而知。
怕狗（原因不明），在怕狗的狀態時，頭頂的頭髮的一部分會倒豎起來。曾在被狗追時，發出名古屋腔調的慘叫聲後逃走。
特別在意自己的體重，常被景子嘲笑（在移動到電擊大王連載後變本加厲），甚至還說市政府人員告訴她『這種體重差不多該課重量税了』。另外，曾偶然因為體重的關係回復視力（減肥後又胖回來，感傷的看著遠方的緣故）。
八重、多汰美、幸江等人畫出來的圖都很慘，七瀨家的名牌因此更換為長女真紀子，其他人為四女。
愛用的手機為NTT Docomo SO504i→NTT Docomo F504iS→au W21S。
名稱的由來是「青色的Megane Maxi」。
由崎多汰美
17歲，就讀縣立道星高中2年級。廣島出身，血型為B型。
十分天然呆，常讓旁人跟不上，但有時會作出無法判斷到底是認真還是開玩笑的發言，也會毫不在意的說出假情報。
八重等人四人中身材最好，腰圍約50公分。曾說出「接下來會很冷，不增加體脂肪不行」這種其他女性無法理解的發言。
個性溫柔，能夠很快的了解對方的心情。非常受動物喜愛。只有她能看穿為什麼小黑不待在東香家，但因為她用「卡巴迪」來作說明，太過獨特而讓真紀子等人無法理解。
感覺到高價物品時，會放出鬣狗般的氣息。處在這種狀態時，兩耳會變的像鬣狗一樣並翻起來，有時候還會生出尾巴。尾巴通常類似狗尾巴，偶爾也會變成惡魔尾巴的模樣（景子和幸江也曾長出這種尾巴）。平常能夠目擊變化的只有真紀子，也不會被照片照到，但在學校被不特定多數的人目擊而成為怪談。
在國中時加入田徑社，體力、運動能力都很好。鬣狗化後會更加強化，能在幾分鐘內往返走路單程30分的路程，也能夠毫不費力的追上逃跑的狗。
不擅長讀書。
煮飯技巧差到會把食物煮成焦炭。搬家時有帶做什錦燒的鐵板，不過作出來的成果是完全看不出來是什麼東西的異樣食物，雖然可以吃，但吃下去一段時間後會開始肚子痛。
有時候會提到隱形戰鬥機，曾說過「差不多是從車站開始用隱型戰鬥機飛3秒的距離」、「用黑色色紙摺紙飛機就不會出現在雷達上」等等。
用髮夾保持身體平衡，拿下來後會像貓一樣無法維持平衡。髮夾也能拿來開鎖。
畫圖技巧很差，原本是畫貓，但結果旁人竟然會看成無花果，不過除了真紀子以外的角色畫圖能力都和她一樣爛。
廣島出身，常會有讓人懷疑她的老家是黑道的描寫。
喜歡能夠從正下方看雨的透明雨傘，用完後常會忘記曬。
愛用的手機是au W31SA。
姓名的由榻榻米而來。
潦景子
八重等人的同班同學。16歲，就讀縣立道星高中二年級。綽號是「小潦（にわ（ちゃん））」。
雙親收入很高，住在高級住宅20樓，家裡開高級外國車。雙親很少有時間和景子相處，她也能了解雙親的苦衷，不會隨便抱怨，和父母關係良好。
一開始由於溝通不良而虛張聲勢，在八重溫柔的做料理給他吃後打開心防，後來常和八重、真紀子、多汰美混在一起。和八重等人熟識後，仍然用姓稱呼她們，有死要面子的傲嬌部分。
對八重的感情從旁人看來已經超過友情，到了「百合」的程度，常常會有從背後抱住八重等身體接觸。
雙親工作很忙，沒辦法幫她做飯，常吃便利商店的便當，但和八重熟識後變成由八重幫她做便當。
小時候被狗咬而怕狗。在怕狗的狀態時，和真紀子一樣頭髮的一部分會倒豎起來。
視力很好，可以看得很遠，像用了望眼鏡一樣。
有時候會使用東京郊外的關東腔，不過沒有出現其他的方言，比較像是口頭禪。
不擅長作菜，但受到八重的影響慢慢開始練習而越做越好。
一聽說八重她們要去游泳池，馬上買了自己的泳裝和單眼數位相機（用來拍八重的泳裝）並前往游泳池。
喜歡嘲笑真紀子（特別是身體方面），真紀子會拉她頭髮或把她的頭髮綁成蝴蝶結作為反集。在發燒時真紀子幫忙照顧她，卻沒辦法好好道謝。
愛用的手機是Softbank Mobile 702NK（Nokia 6630）。
名字的由來是遇到八重前的她在下雨天一直盯著水灘看這個形象。角色位置近似於八重的妹妹。
七瀨幸江
八重的母親，42歲，前棋士（現在為專業主婦）。
察覺高價物品時會放出鬣狗般的氣息（後來成為多汰美的專用技能而消滅）。
似乎能夠操縱風。這個能力也有遺傳給八重，在八重抽籤抽中時會突然吹起風來。
10多歲時就目標成為棋士而沒有讀高中，因此十分憧憬高中制服，常偷穿八重的制服而把她弄哭。後面到潦家去的時候，還穿了景子的國中制服。
嘴巴旁邊有皺紋，外表看起來比實際年齡老，但行為反而比八重年輕，在選去游泳池所需的泳裝時買了黑色比基尼泳裝，身材甚至比多汰美還好。在八重的年紀時，外表相當成熟，很適合穿和服，所以八重常被說是像爸爸。
和真紀子與多汰美的母親是好友。
在七瀨家三名少女中和多汰美最合得來，曾同時鬣狗化，也曾同時買煙火被騙（老舊的煙火被說成是陳年煙火）。
非常害怕牙醫，特別是鑽牙齒。之所以會這麼害怕是小時候父母的醫療虐待。
七瀨
住在七瀨家的鴿子，性別不明。常停在七瀨家住戶以及景子的頭上。被景子命名為「七瀨」，造成混淆好一陣子。
原本是台灣的賽鴿，因為翅膀受傷飛不動，和長織市的鴿子群混在一起。後來喜歡上來到公園的七瀨等人，跟著回到七瀨家。曾暫時恢復野生狀態，後來再度回到七瀨家，幾乎成了七瀨家的寵物。
住到七瀨家後，傷口逐漸回復，卻因為太胖，飛行能力反而慢慢衰退。變成寵物後，只能在家中飛行很短的距離，八重等人甚至忘了他能夠長距離飛行，不過沒有完全失去飛行能力。儘管如此，飛行能力還是遠遜於一般的鴿子，再度意識到牠能飛的景子為了讓她在飛一次而把牠拋向天空，卻像籃球一樣掉到地上反彈，讓八重等人都看呆了。
再度回到七瀨家時，八重等人給他看台灣的照片後失去蹤影。過一個晚上後再度回到七瀨家，之後再也沒有消失過。
除了登場初期外，都沒有畫眼睛。聽得懂人話，十分聰明。
吃驚或興奮的時候，羽毛會倒豎起來，會變成像是毬藻的模樣。在這種狀態不知道為什麼還能飛行。
很愛吃東西，能夠輕鬆吃掉一人份的冰。特別喜歡某種國民餅乾，在白天會一邊吃這種餅乾一邊看電視。吃下去的東西不知道會跑到哪裡。身體鑽進餅乾袋裡時還能連著袋子一起飛行，從外面看起來就像是餅乾袋漂浮在空中。
八重無視卡路里大量作料理的日子，吃剩的東西幾乎都被牠吃掉了。由於量實在太多，晚上料理結束後整個胖了一圈並癱在地上。
身體相當柔軟，能夠拉長到超過一公尺以上。此外，彈力也很豐富。被拉長後需要一段時間才能復原。
翅膀相當靈巧，能夠細微的動作，發出像蜜蜂翅膀的聲音，也能夠無聲滑行。
相當安靜，幾乎不會叫，呼叫牠會乖乖的反應，但會擅自穿上人的衣服，還在八重等人看空蜂窩時故意發出類似蜜蜂拍翅膀的聲音，相當喜歡惡作劇。
潦和彌
景子的母親。外表和女兒景子很像，不過眼神較和善。移到電擊大王連載後登場。
和丈夫一起負責製藥公司的新藥開發。工作繁忙，沒有時間和景子相處，對此十分煩惱。家事幾乎都不會。
女兒常常麻煩七瀨家，所以第一次來到七瀨家時，帶來活蝦當作伴手禮（相當的新鮮，蝦子在箱子裡活動，發出像是軍用直升機的聲音，把八重她們都嚇了一跳）。
希望八重她們用親近的「和彌」稱呼她，而多汰美更進一步，用「小和（なごやん）」稱呼她，本人似乎很中意這個稱呼。
愛車為BMW 5系列（車號為）。車子內部十分豪華，八重等人坐上車後不敢直接踩上去，脫掉鞋子並且正坐在後座上，脫下來的鞋子則放在膝蓋上。此外，乘車中的多汰美會變為鬣狗模式。以前八重等人以前也有機會坐和彌的車，不過當時因為豪雨的關，全身都是泥巴，怕弄髒後座而婉拒了她的好意（幸江之後也在同樣狀態婉拒並淋雨回家，同時理解到這種情況下沒辦法坐上高級車）。當事人也很愛惜自己的車，曾說「想盡量不靠機器，用自己的手洗車」（另外，在說這段話的同時和八重一樣從背後發出耀眼的光芒）。
要出席葬禮時找不到禮服，情急之下企圖穿著景子的國中制服（水手服）去參加，相當的天然呆。
從外表沒辦法想像到她食量很大，在八重無視卡路里大量做料理那天成為救世主。
藤間東香
坐電車睡過頭的真紀子和多汰美在終點站遇到的女孩，就讀小學2年級。
很喜歡一隻名為小黑的流浪狗，想要養牠，數度把牠帶回自己家裡，但小黑每次都逃跑。多汰美建議她「時間久了就會解決」、「一陣子後就不會在逃跑了」後，花了約半年時間，終於成功的讓小黑住下來。
只出場過一次，但作者在Premium Book內說打算讓她再度登場。
田畑
七瀨家的鄰居，姓名不明。並未直接登場，每發生一些小事就會報警。
長織縣警察
常因為田畑會錯意報警來到七瀨家。作品中有穿著制服的男性警察登場，不過沒有特定的警察官。
警車使用警視廳只用到1980年代的輔助警報器，制服和裝備除了警棒以外，都是以採用到1993年3月為止的舊設計為基準。
郵差
常送包裹到七瀨家。對門牌變化十分敏感。

## 主要舞台
長織市
作品舞台所在地。關東附近的架空都市，長織縣縣政府所在地。
有名為「長電Taxi」的私人鐵路公司的關係企業的計程車公司登場（長織電鐵的略稱，和實際略稱為長鐵的長野電鐵與相關企業長電Taxi沒有關聯）。
七瀨家
作品主要舞台，相當大的房子，建築年齡約30年，相當有個性的建築。
由於很怕地震而大幅裝修。
天花板上面有大量蜂巢（約30個），每個都已經沒有蜜蜂存在。
門牌寫著「長女 真紀子」「次女 多汰美」「三女 八重」，偶爾會變成「長女 幸江」。有時候會因為知識和技能比賽改變順位。
潦家
住在耐震程度高，還擁有備用電源的高級住宅20樓。
擁有大型電視和完善的家庭劇院系統。
照明全部使用LED。
長織縣立道星高級中學
七瀨家「姐妹」與景子就讀的學校。位在小山丘之上，充滿綠意的學校。
八重四人以外的學生幾乎沒有登場，在學校活動時有出現像男學生的角色，推測是男女合校。
所有學年合起來最多7～8個班級（每學年約2～3班），雖然學校不大，卻有兩個職員室（職員室和西職員室）。

## 出版書籍
同棲女子寮
| 冊數 | 芳文社        | 芳文社             | 長鴻出版社    | 長鴻出版社           |
| 冊數 | 發售日期      | ISBN               | 發售日期      | EAN                  |
| ---- | ------------- | ------------------ | ------------- | -------------------- |
| 1    | 2003年8月12日 | ISBN 4-8322-7501-1 | 2008年3月20日 | EAN 471-2805-82144-0 |
| 2    | 2004年4月10日 | ISBN 4-8322-7505-4 |               |                      |

同棲女子寮 MW-1056
| 冊數 | MediaWorks    | MediaWorks             |
| 冊數 | 發售日期      | ISBN                   |
| ---- | ------------- | ---------------------- |
| 全   | 2008年2月27日 | ISBN 978-4-8402-4215-8 |

## 註解
1. ↑  電擊大王2007年10月号、第1頁。
2. ↑  這台車後來借給八重的祖父（居住在岐阜縣），和八重約好，在她考到駕照後，可以把它拿回去。真紀子等人說要送她保險桿和擋風玻璃等作為考過駕照的禮物（也就是認為她很快就會因為交通事故把車弄壞）。
3. ↑  老家送來的行李有印有「廣島縣警察」，搜索扣押用的紙箱等等。
4. ↑  景子怕苦沒辦法吃藥，真紀子用幼兒用服藥果凍餵她。
5. ↑  幸江老家相當嚴格，特別是在牙齒這方面。幸江五歲時蛀牙不敢告訴父母，一直到很嚴重的時候才被發現，父母為了處罰她蛀牙並隱瞞，罰她在沒有麻醉的情況下被鑽牙齒。
6. ↑  原本只要養她樣到可以飛回去為止，但隨著和七瀨家住戶相處的時間越長，變得越來越像寵物。八重相當疼愛牠，雖然注意到牠太胖，卻沒有限制食物的跡象，也沒有想幫助牠回國的行動。
7. ↑  不過和幸江相關的劇情是在連載後期，電擊大王版隨著和彌登場重新架構劇情，因此這一段沒被收錄進單行本中。
8. ↑  多汰美從小黑對「伸手」的指令有反應，判斷牠曾經被人飼養過，卻被飼主拋棄，推測牠是因為怕再度受到拋棄而不待在東香家裡。
9. ↑  只出現在七瀨家成員的對話當中。

## 外部連結
- http://www.dokidokivisual.com/（页面存档备份，存于）（日語）
- 月刊漫畫電擊大王 官方網站（日語）